# Bälgsnäs
Bälgsnäs, (äldre stavning: Belgsnäs), är en by i Utomälven, Hedesunda socken, Gävle kommun. Byn ligger intill Dalälvens södra strand. Gården Ersk-Ols i Bälgsnäs har haft vägg- och takmålningar av 1700-talskonstnären Hans Wikström. Målningarna har flyttats och finns nu i Ansgariikyrkan i Sevallbo. Hedesundafjärdarnas enda bevarade kyrkbåt, Bälgsnäsbåten, finns nu under tak vid Hembygdsgården på Ön. Den byggdes år 1857 i Bälgsnäs av bybon Anders Ersson och Erik Larsson från Hällby. Båten tog 50-60 personer på den milslånga färden till kyrkan i Hedesunda. Hedesundas kyrkbåtar är av mycket ålderdomlig modell (järnåldern) och finns beskrivna i en mindre skrift av Philibert Humbla.